# Frédéric Pierrot
Frédéric Pierrot, född 17 september 1960 i Boulogne-Billancourt, Île-de-France, är en fransk skådespelare.

## Roller (urval)
- 1989 – Minnen av ett krig
- 1992 – L.627 – gatans lag
- 1995 – Land och frihet
- 1997 – Port Djema
- 1999 – Stormens barn (TV-serie)
- 2004 – Les Revenants
- 2008 – Det regnar alltid i Provence
- 2008 – Jag har älskat dig så länge
- 2009 – Adjö, de Gaulle
- 2010 – Sarahs nyckel
- 2011 – Polis
- 2012–2015 – Gengångare (TV-serie)
- 2013 – Isabelle
- 2016 – Monsieur Chocolat
- 2018 – Trädgårdsfesten
- 2019 – De ovanliga